# 科曼日
科曼日（法語：Comminges，法語發音：[kɔmɛ̃ʒ]）是法国南部比利牛斯山脚下的一个传统地区，大致对应今法国上加龙省圣戈当区。